# U.S. National Championships 1936
Gli U.S. National Championships 1936 (conosciuti oggi come US Open) sono stati la 56ª edizione degli U.S. National Championships e quarta prova stagionale dello Slam per il 1936. I tornei di singolare si sono disputati al West Side Tennis Club nel quartiere di Forest Hills di New York, quelli di doppio al Longwood Cricket Club di Chestnut Hill, negli Stati Uniti.
Il singolare maschile è stato vinto dal britannico Fred Perry, che si è imposto sullo statunitense Don Budge in cinque set col punteggio di 2–6, 6–2, 8–6, 1–6, 10–8. Il singolare femminile è stato vinto dalla statunitense Alice Marble, che ha battuto in finale in tre set la connazionale Helen Jacobs. Nel doppio maschile si sono imposti Don Budge e Gene Mako. Nel doppio femminile hanno trionfato Marjorie Gladman Van Ryn e Carolin Babcock. Nel doppio misto la vittoria è andata a Alice Marble, in coppia con Gene Mako.

## Seniors

### Singolare maschile
Fred Perry ha battuto in finale  Don Budge con il punteggio di 2–6, 6–2, 8–6, 1–6, 10–8.

### Singolare femminile
Alice Marble ha battuto in finale  Helen Jacobs con il punteggio di 4–6, 6–3, 6–2.

### Doppio maschile
Don Budge /  Gene Mako hanno battuto in finale  Wilmer Allison /  John Van Ryn con il punteggio di 6–4, 6–2, 6–4.

### Doppio femminile
Marjorie Gladman Van Ryn /  Carolin Babcock hanno battuto in finale  Helen Hull Jacobs /  Sarah Palfrey Cooke con il punteggio di 9–7, 2–6, 6–4.

### Doppio misto
Alice Marble /  Gene Mako hanno battuto in finale  Sarah Palfrey /  Don Budge con il punteggio di 6–3, 6–2.